# Cornélius (editorial)
Cornélius és una editorial francesa creada l'any 1991 i especialitzada en còmics.

## Història
Fundada l'any 1991 per Jean-Louis Gauthey, al qual es va unir uns anys després Bernard Granger (Blexbolex), les edicions Cornélius van començar publicant obres que, tot i que produïdes en serigrafia, no pretenien vendre'ls com a objectes de luxe, l'ús de la serigrafia aquí era motivat per una preocupació per l'autonomia.

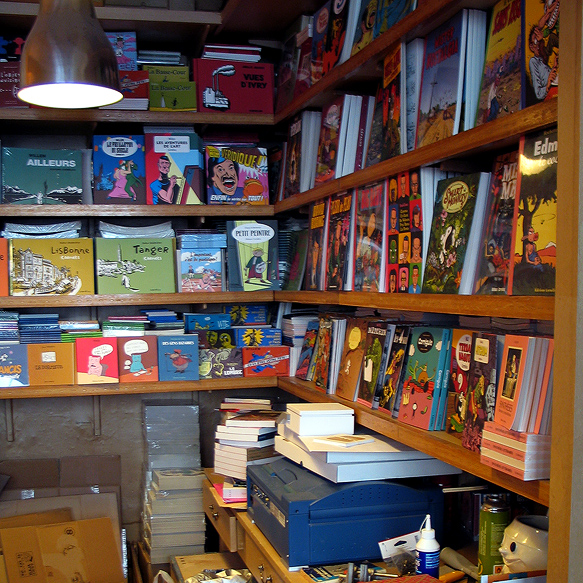
Part del catàleg de l'editor Cornélius (fotografia feta a l'oficina/taller de Cornélius)

Després de l'àlbum Big Man, de David Mazzucchelli, Cornélius va fer imprimir els seus llibres en offset.
Cornélius és proper a L'Association, les dues estructures comparteixen les seves premisses durant un temps i tenen molts autors en comú. El fet que els primers llibres de Cornélius fossin escrits per pilars de l'Associació com Menu o Trondheim també va difuminar durant un temps la imatge de marca de Cornélius que, segons el seu fundador, va passar un temps sent  "un satèl·lit una mica estrany de l'Associació".
El 2014, les edicions Cornélius es van traslladar de París a la zona de Bordeus. S'integren a La Fabrique Pola, un espai d'intercanvi on convivien nombroses estructures i associacions culturals, entre les quals Les Requins Marteaux i Éditions L'Arbre vengeur. Aquesta fusió entre les edicions Cornélius i Les Requins Marteaux va donar lloc, el juny del 2014, a una revisió col·lectiva titulada Franky (i Nicole) quan va ser publicada per Les Requins Marteaux i Nicole (i Franky) i per Cornélius edicions. A partir del 2017, Hammerhead Sharks deixen de publicar Franky (i Nicole). Les Edicions Cornélius varen continuar publicant soles la revista que apareixia una vegada a l'any sota el nom de Nicole. L'any 2022, Cornélius va vendre quatre llibres de Daniel Clowes, els drets dels quals van ser adquirits per Éditions Delcourt, per tal d'evitar la seva destrucció. Delcourt va presentar una denúncia i Cornélius fou condemnat per competència deslleial el 5 d'octubre de 2023 i a pagar una multa de gairebé 13.000 €.  Jean-Louis Gauthey no apel·la la decisió, però llança un «operació guardiola» per recaptar els fons necessaris.

## L'editorial

### Línia editorial
La línia editorial de les edicions Cornélius es divideix en tres grans categories: creació original, traducció i patrimoni. «Un terç del nostre catàleg està dedicat a creacions específicament per a Cornélius, un altre terç són treballs de traducció (amb molts treballs de restauració dels originals), i un últim terç està dedicat a la reedició d'obres patrimonials.» Va declarar Jean-Louis Gauthey el març de 2019.

### Característiques dels llibres
Cornélius no té logotip, la seva identitat visual, tot i que molt identificable, es basa en limitacions cromàtiques i formals i no en allò que els dissenyadors gràfics anomenen generalment un "model ".
Els llibres pertanyen a col·leccions identificades pel nom. La "Família Cornelius" està format per Pierre (17 × 24 cm), Solange (22 × 29 cm), Paul (15 × 21cm), Louise, Blaise, Raoul (11 × 17 cm), Delphine (7 × 17 cm), Sergio (22 × 22 cm), Jean-Jacques, Victor, Lucette). Les col·leccions no sempre corresponen a un format precís.

### Obres

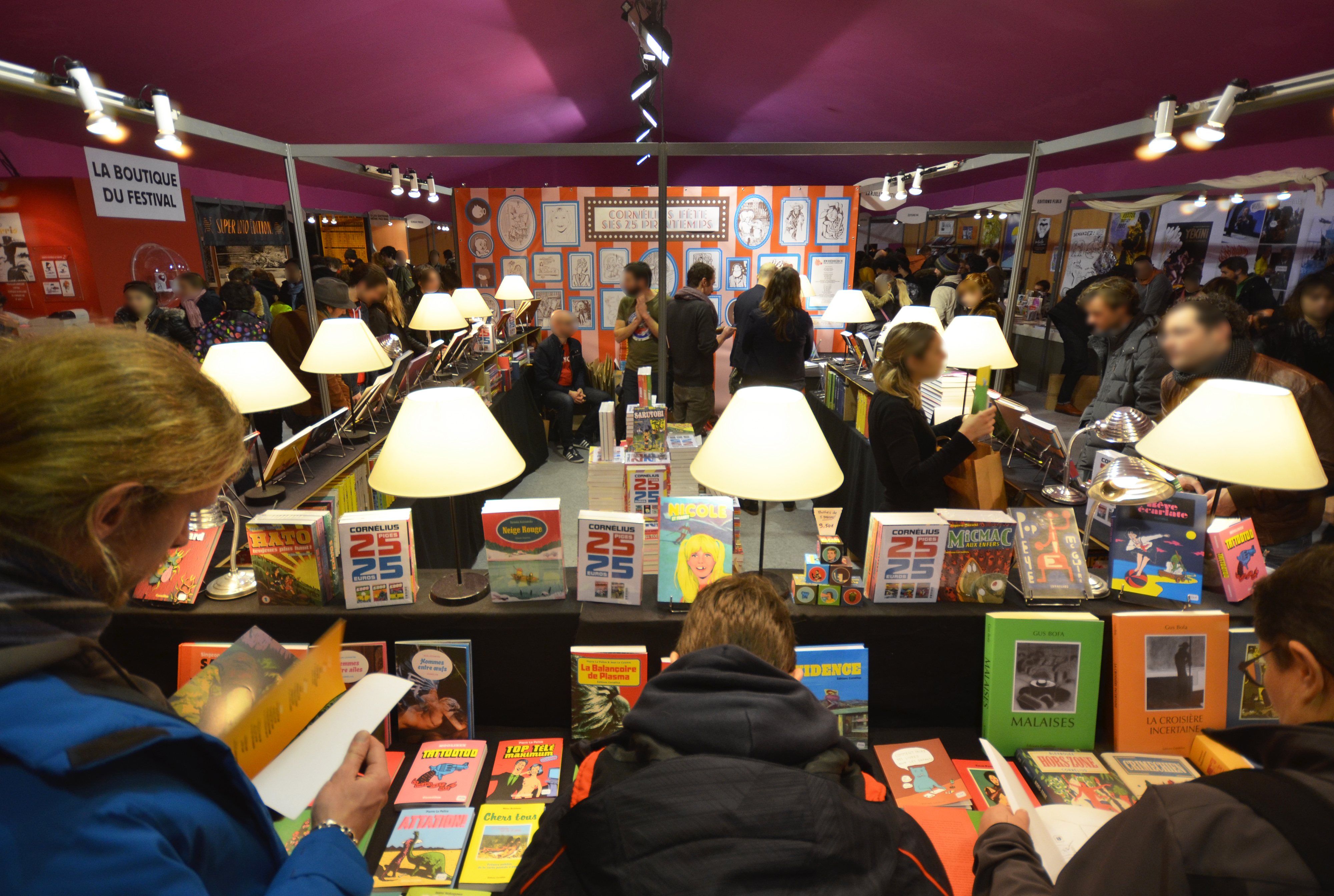
Stand de Cornélius al festival d'Angoulême 2016.

Cornélius va publicar diverses sèries de Comix (opuscles d'edició regular, en format mitjà) d'autors desconeguts aleshores com David B. (The 4 Savants, The Yellow Dwarf ), Joann Sfar (Ossour Hyrsidoux), Blutch (Mitchum), Jean-Christophe Menu (Mune Comix) i Lewis Trondheim ( Approximate continuium comix ). Cornélius és, sens dubte, un pioner en aquest format  entre els editors «alter», des que es va unir per L'Association (format Mimolette) o 6 Pieds sous terre (format lepidòpter ). Cornelius va editar un gran nombre de "monuments" de la tira còmica anomenada «independent" o "alternativa", com Peplum de Blutch, Big Man de David Mazzucchelli, Le Dormeur et Approximativement  de Lewis Trondheim, David Boring et Comme un gant de velours pris dans la fonte de Daniel Clowes, Mister Nostalgia de Robert Crumb, Nos Meilleurs Amis et l'Acte Interdit  de Pierre La Police, La Nouvelle aux pis de Stéphane Blanquet i fins i tot obres de Charls Burns.
També és l'editor de quaderns de viatge com American Letter de Blutch o Carnets (Nova York, Barcelona, Lisboa) de Dupuy-Berberian. Cornélius es va interessar pels còmics japonesos amb Prince Norman, una sèrie dels anys seixanta d'Osamu Tezuka.; Cornigule, un manga contemporani molt allunyat de la producció tradicional japonesa, de Kurihara Takashi i obra de Shigeru Mizuki, un clàssic japonès mai publicat a França abans que ho fes Cornélius. El gener de 2019, Cornélius va començar a publicar una antologia dedicada a l'obra de Yoshiharu Tsuge.
Finalment, Cornélius va reeditar les obres poc conegudes de Gus Bofa : Malaises, Slogans et Synthèses littéraires et extra-littéraires.

## Àlbums premiats
- 1996 : Prix Alph-Art humour pour Poignées d'amour de Willem
- 2002 : Prix du dialogue pour Terrain vague de Kaz
- 2007 : Fauve d'or / Prix du meilleur album à Angoulême en 2007 pour NonNonBâ de Shigeru Mizuki
- 2009 : Prix Essentiel du Patrimoine au festival d'Angoulême pour Opération Mort de Shigeru Mizuki
- 2012 : Prix de la meilleure fabrication ATEP (Association des techniciens de l'édition et de la publicité) pour NonNonBâ de Shigeru Mizuki
- 2012 : Prix regards sur le monde pour Une vie dans les marges de Yoshihiro Tatsumi
- 2012 : Prix Asie de la Critique ACBD pour Une vie dans les marges de Yoshihiro Tatsumi
- 2014 : Prix de la série pour Fuzz & Pluck de Ted Stearn
- 2016 : Daruma du patrimoine à la Japan Expo pour Cette ville te tuera de Yoshihiro Tatsumi
- 2017 : Prix Révélation au festival d'Angoulême pour Mauvaises filles de Ancco
- 2020 : Prix du Patrimoine au festival d'Angoulême pour La main verte et autres récits de Nicole Claveloux et Édith Zha
- 2022 : Fauve Polar SNCF au festival d'Angoulême pour L'Entaille d'Antoine Maillard

## Exposicions
- “ Cornelius - una determinada manera de fer llibres »', galeria de l'École supérieure des arts de Lorient, 22 de març - 21 d'abril de 2007
- “ 25 anys d'Edicions Cornélius - Blutch & Micol »,[12] Festival Regard 9, Espace Saint-Rémi de Bordeus, del 20 de maig al 5 de juny de 2016